# Szymon Pogoda
Szymon Marek Pogoda (ur. 22 września 1985 w Bolesławcu) – polski polityk, ekonomista i samorządowiec, poseł na Sejm IX i X kadencji.

## Życiorys
Ukończył studia na Uniwersytecie Wrocławskim na Wydziale Nauk Społecznych, uzyskując w 2010 licencjat ze stosunków międzynarodowych. Kształcił się następnie na Wydziale Finansów i Zarządzania Wyższej Szkoły Bankowej we Wrocławiu, otrzymując w 2018 tytuł zawodowy magistra zarządzania. W 2019 został absolwentem studiów podyplomowych z controllingu w WSB we Wrocławiu.
W 2016 został kierownikiem biura Agencji Restrukturyzacji i Modernizacji Rolnictwa w Bolesławcu. W 2018 przeszedł do pracy w dolnośląskim oddziale regionalnym ARiMR.
W 2011 wstąpił do Prawa i Sprawiedliwości. Został pełnomocnikiem struktur partii w powiecie bolesławieckim, a w 2016 członkiem rady politycznej ugrupowania. W 2014 bezskutecznie ubiegał się o mandat w radzie powiatu i o prezydenturę miasta (zajął 3. miejsce na 5 kandydatów). W wyborach samorządowych w 2018 został wybrany na radnego rady miejskiej w Bolesławcu.
W wyborach parlamentarnych w 2019 kandydował do Sejmu w okręgu legnickim, otrzymując 4876 głosów, co stanowiło 7. wynik na liście PiS i tym samym 1. niemandatowe miejsce. Mandat posła na Sejm IX kadencji objął 27 listopada 2020, zastępując powołanego w skład Zarządu Narodowego Banku Polskiego Adama Lipińskiego. W Sejmie zasiadł w Komisji Rolnictwa i Rozwoju Wsi oraz Komisji Samorządu Terytorialnego i Polityki Regionalnej. W 2023 został wybrany do Sejmu X kadencji (z wynikiem 10 117). W 2024 z ramienia PiS bezskutecznie kandydował w wyborach europejskich.

## Życie prywatne
Szymon Pogoda jest żonaty, ma dwoje dzieci.

## Wyniki wyborcze
| Wybory | Komitet wyborczy                | Komitet wyborczy             | Organ                         | Okręg          | Wynik       |
| ------ | ------------------------------- | ---------------------------- | ----------------------------- | -------------- | ----------- |
| 2014   |                                 | Prawo i Sprawiedliwość       | Rada Powiatu Bolesławieckiego | nr 1           | 348 (3,08%) |
| 2014   | Prezydent Miasta Bolesławiec    | Prezydent Miasta Bolesławiec | 863 (6,68%)                   |                |             |
| 2018   | Rada Miasta Bolesławiec         | Prawo i Sprawiedliwość       | nr 4                          | 258 (7,29%)    |             |
| 2019   | Sejm IX kadencji                | Prawo i Sprawiedliwość       | nr 1                          | 4876 (1,13%)   |             |
| 2023   | Sejm X kadencji                 | Prawo i Sprawiedliwość       | nr 1                          | 10 117 (2,02%) |             |
| 2024   | Parlament Europejski X kadencji | Prawo i Sprawiedliwość       | nr 12                         | 5268 (0,46%)   |             |